# 60 Seconds!
60 secondes! est un jeu vidéo d'action-aventure développé et publié en 2015 par le studio polonais Robot Gentleman. Le jeu se déroule dans une ville de banlieue alors qu'une bombe nucléaire est sur le point d'exploser dans 60 secondes, obligeant une famille de quatre personnes à rassembler autant d'objets que possible dans le délai imparti, puis à survivre et finalement à s'échapper vers un abri plus sûr avec ce qui a été rassemblé.
Une version revisitée intitulée 60 seconds! Reatomized sort le 25 juillet 2019.

## Développement
Le jeu était initialement censé être un test pour voir si Unity était le bon moteur de jeu à utiliser. 
Il est sorti pour Windows le 25 mai 2015, le 18 décembre 2017 pour la Nintendo Switch, le 6 mars 2020 pour la PlayStation 4 et Xbox One, le 28 décembre 2017 pour Android, et le 22 septembre 2016 pour iOS. 

## Scénario
60 seconds! se déroule aux États-Unis dans les années 1950. Le jeu suit la famille McDoodle (Ted, Dolores, Mary Jane et Timmy) alors qu'ils tentent de survivre le plus longtemps possible aux effets d'une apocalypse nucléaire.
Premièrement, le joueur dispose de 60 secondes pour rassembler des fournitures et les membres de sa famille puis les amener dans un abri souterrain sous sa maison, y compris lui-même.
Par la suite, chaque jour, le joueur doit prendre des décisions pour la famille en fonction des fournitures disponibles, des informations limitées ou des capacités des membres de la famille. Certaines d’entre elles comportent des risques et peuvent entraîner une mauvaise santé, voire la mort d’un ou de tous les membres de la famille.
Pour les provisions, le joueur doit rationner leur utilisation, comme la nourriture et l'eau, entre les membres de la famille en fonction de la quantité initialement acquise, de leur état de santé général et de leurs besoins. Le joueur doit également faire attention à l'état mental des membres de la famille, car l'isolement du refuge les affecte.
Parfois, un personnage peut être amené à quitter l'abri pour récupérer des fournitures et de la nourriture. Encore une fois, cela comporte un risque, car un membre de la famille peut tomber malade à cause des radiations extérieures ou ne pas revenir en raison d'un événement entraînant la mort du personnage. L'abri souterrain peut également recevoir de la visite selon des événements aléatoires. 
Si le joueur prend de bonnes décisions, il est possible que l'armée américaine vienne sauver la famille. Cela permet de terminer la partie avec succès.

## Accueil
60 Seconds! reçoit sur l'agrégateur de notes Metacritic une note générale de 75/100 et 80/100 pour la version PC. 
NintendoLife attribue au jeu une note de 4/10. En 2022, PocketGamer répertorie 60 Seconds! comme l'un des 15 meilleurs jeux de survie pour iPhone et iPad.